# ブラスモデル
ブラスモデルは、ブラス（真鍮＝黄銅）素材を使用した模型の総称である。ブリキで出来た「ティンプレート」が玩具の代名詞として扱われるのに対して、ブラスモデルはスケールに忠実なハンドメイドの高級精密模型の代名詞として扱われる事が多い。

## 概要
真鍮は、金属の中では切削加工しやすい適度な硬度や伸張性（プレス加工し易い性質）があり精密加工しやすい性質を持つほか、錆も発生しにくい。そのため、古くから時計などの精密機器の素材として利用され、製造技術が発達してきた。ブラスモデルの製作には、その製造技術が用いられている。
ただし、真鍮製品は機械要素としてはそれほど頑丈な部品を作れる訳ではないため、耐久性の面でやや難がある。このため金属素材としてみた場合には、機械部品としての需要はエンジニアリングプラスチックを含むほかの素材へと移行していったが、プレス成型やドロップフォージング等を除けば加工に大型の動力工具を必要とせず精密部品を個人レベルでも製作できることから、ブラスモデルは1点ないし少量生産される模型の上では便利がよく、またろう付けなど接着の方法がある点でも好んで使われる素材となっている。
これらブラスモデルは博物館などで展示されるスケールモデルなど、精密さや再現性が求められるものに多く見られるが、その一方ではその精密さから好事家にも好まれる所であり、生産性がプラモデルやダイカストなど鋳造に類するものに比べ大きく劣ることもあって非常に高価になりがちであることを差し引いても、これを好む愛好家筋が存在している。また精密加工され実際に稼動する蒸気機関など、可動モデルが多いのも愛好家が存在する所以となっている。

## 鉄道模型としてのブラスモデル
鉄道模型では、プラスチックの他にダイカストやプレス加工の部品を使った電気で稼動する小型のものが一般向けホビーの低価格ラインに存在し、その上位モデルとして、細部まで削り出し加工で再現されたブラスモデルが流通している。更には独自に真鍮板や真鍮パイプなどを利用して部品から製作する好事家や、組み立てや仕上げはユーザーが行うキットモデルも市販されており、はんだ付けややすり掛けなどを通して組み立てられる。ブラスモデルの代表的なメーカーとして、宝飾品も手掛ける天賞堂などがある。
1940年代から1970年代にかけて日本製の真鍮製鉄道模型は欧米各国に輸出され外貨を稼ぐ一手段として輸出の一翼を担った。しかし、その後、人件費の高騰、ニクソン・ショックによる円高によって日本製の真鍮精密模型の輸出は大きく落ち込み、現在では韓国製真鍮製鉄道模型が席巻している。輸出を担った鉄道模型メーカーには輸出専業のメーカーも多くあり、それらの大半は家内制手工業の域に留まるものが大半であった。その為、プラザ合意後に円高が進むと競争力が落ち、転廃業が相次いだ。そして円高による空隙を突いたのが韓国のメーカーであった。当初は品質の低い製品が大半であったがウォン高が進むと高級品路線に転じ、現在では市場の大半を占める。韓国のブラスモデルメーカーは欧米のインポーターの下請けが多く、製品によって当たり外れがあり、品質が安定しない例もあるが、概ね受け入れられているが、近年は中国製の精密ダイキャストモデルやプラスチック製モデルの台頭により、苦戦している。ブラスモデルを手がけていたメーカーは転廃業によりノウハウが散逸し、現在では主に愛好家の間でノウハウが受け継がれている。また以前は大量生産を前提としたプレス成型が多用されていたが、近年では多品種少量生産が主流になり金型代のかかるプレス成形は減り、ロストワックスやエッチングパーツの多用が主流になりつつある。ブラスモデルにはダイキャストや射出成形によるプラスチック製品には無い独特の雰囲気があり、往時を偲ばせる。
往年のブラスモデルは現在でもネットオークション等で出品されているのが散見される。愛好家の間では収集の対象となっており高値で取引される。
現在でも販売されるブラスモデルはエッチング板による組み立てキットの形態が多く、小規模なメーカーが少量を生産、販売する。

## 主なブラスモデルメーカー
- アジン精工
- 安達製作所
- 稲見鉄道模型製作所
- エアロベース
- エンドウ
- オーバーランド・モデルズ
- カツミ
- 韓国精密模型 (Hantrck)
- 熊田貿易
- 三弘社
- しなのマイクロ
- 乗工社
- スタジオフィール
- セッテ
- 千代田計器工作所
- 鉄道模型社
- 天賞堂
- トビー
- 中村精密
- パイオニア
- パシフィック・ファスト・メール
- フェロースイス
- フジヤマ
- フルグレックス
- マイクロキャスト水野
- マイクロメタキット
- マックス・グレイ
- ムサシノモデル
- Models IMON
- 夢屋
- レマコ
- ワールド工芸